# Leonard Jervis
Leonard Jervis, född 19 april 1949, är en friidrottare från Bahamas. Han deltog vid olympiska sommarspelen 1976.